# Windows (film)
Windows is een Amerikaanse thriller uit 1980.

## Synopsis
De lesbische Andrea Glassen stalkt Emily Hollander. Ze huurt onder andere een taxichauffeur in die Emily beveelt om erotisch geluiden te maken die hij opneemt met een cassetterecorder.

## Ontvangst
De recensies voor de film waren heel erg slecht. Lgbt-organisaties protesteerden tegen de film omdat zij hem als homofobisch zagen.

## Nominaties
| Wedstrijd                    | Categorie                | Ontvanger(s)     | Resultaat   | Ref.  |
| ---------------------------- | ------------------------ | ---------------- | ----------- | ----- |
| Golden Raspberry Awards 1980 | Worst Picture            | Mike Lobell      | Genomineerd | [ 1 ] |
| Golden Raspberry Awards 1980 | Worst Actress            | Talia Shire      | Genomineerd | [ 1 ] |
| Golden Raspberry Awards 1980 | Worst Supporting Actress | Elizabeth Ashley | Genomineerd | [ 1 ] |
| Golden Raspberry Awards 1980 | Worst Director           | Gordon Willis    | Genomineerd | [ 1 ] |
| Golden Raspberry Awards 1980 | Worst Screenplay         | Barry Siegel     | Genomineerd | [ 1 ] |
| Stinkers Bad Movie Awards    | Worst Supporting Actress | Elizabeth Ashley | Genomineerd |       |

## Rolverdeling
| Acteur           | Personage        |
| ---------------- | ---------------- |
| Talia Shire      | Emily Hollander  |
| Joseph Cortese   | Bob Luffrono     |
| Elizabeth Ashley | Andrea Glassen   |
| Kay Medford      | Ida Marx         |
| Michael Gorrin   | Sam Marx         |
| Russell Horton   | Steven Hollander |
| Michael Lipton   | Dr. Marin        |
| Rick Petrucelli  | Lawrence Obecny  |
| Ron Ryan         | Detective Swid   |
| Linda Gillen     | Police Woman     |
| Tony DiBenedetto | Nick             |